# 林克角
林克角（英語：Rink Point）是南極洲的海岬，位於葛拉漢地的詹姆斯羅斯島西北部，處於卡爾森島以東3.7公里，在1952年8月由英國研究隊踏足，現時由南極條約體系管理。